# Corethrella pauciseta
Corethrella pauciseta är en tvåvingeart som beskrevs av Art Borkent 2008. Corethrella pauciseta ingår i släktet Corethrella och familjen Corethrellidae.
Artens utbredningsområde är Papua Nya Guinea. Inga underarter finns listade i Catalogue of Life.